# Roscoe Brady
Roscoe Owen Brady (Filadélfia, 11 de outubro de 1923 – 13 de junho de 2016) foi um bioquímico e geneticista estadunidense .

## Vida
Após estudar na Universidade Estadual da Pensilvânia obteve um M.D. em 1947 na Harvard Medical School. No pós-doutorado trabalhou na seção de bioquímica da Escola de Medicina da Universidade da Pensilvânia, onde foi assistente de clínica médica. Após servir durante dois anos e meio no Medical Corps foi em 1952 para o Institutos Nacionais da Saúde.

## Condecorações
- 1973 Prêmio Internacional da Fundação Gairdner[2]
- 1975 Membro da Academia Nacional de Ciências dos Estados Unidos
- 1982 Prêmio Lasker-DeBakey de Pesquisa Médico-Clínica[3]
- 1982 Prêmio Passano[4]
- 1991 Medalha Jessie Stevenson Kovalenko[5]
- 1992 Warren Alpert Foundation Prize
- 2007 Medalha Nacional de Tecnologia e Inovação[6]